# Bachman-Turner Overdrive II
Bachman-Turner Overdrive II är rockbandet Bachman-Turner Overdrives andra album, släppt i december 1973. Här fanns de två singlar som gruppen slog igenom med, "Takin' Care of Business" och "Let It Ride". Albumet blev fyra på Billboardlistan.

## Låtlista
1. "Blown" (Tim Bachman/Randy Bachman) - 4:14
2. "Welcome Home" (Randy Bachman) - 5:29
3. "Stonegates" (C.F. Turner) - 5:34
4. "Let It Ride" (Randy Bachman/C.F. Turner) - 4:24
5. "Give It Time" (C.F. Turner) - 5:44
6. "Tramp" (Randy Bachman) - 4:02
7. "I Don't Have to Hide" (Tim Bachman) - 4:22
8. "Takin' Care of Business" (Randy Bachman) - 4:50